# Джонні Маражо
Джонні Маражо (фр. Johnny Marajo, нар. 21 жовтня 1993) — мартиніканський французький футболіст, нападник клубу «Клуб Францискен» ьп національної збірної Мартиніки.

## Клубна кар'єра
У дорослому футболі дебютував 2012 року виступами за команду «Етуаль Басс-Пуент», в якій провів два сезони. 
Влітку 2014 року відправився до Франції, де наступний сезон провів у дублі клубу «Арль-Авіньйон», що виступав у п'ятому французькому дивізіоні. Після того як 2015 року основну команду через фінансові проблеми відправили до аматорського дивізіону, Маражо зіграв кілька матчів за першу команду у четвертому дивізіоні Франції
Того ж року Джонні повернувся до Мартиніки, ставши гравцем клубу «Клуб Францискен» і разом з командою з Ле-Франсуа став чемпіоном Мартиніки у сезоні 2016/17.

## Виступи за збірну
26 грудня 2015 року дебютував в офіційних матчах у складі національної збірної Мартиніки в товариській грі проти Гваделупи (2:0).
У складі збірної був учасником розіграшу Золотого кубка КОНКАКАФ 2017 року у США.